# Simorjay Emese
Simorjay Emese, olykor Simorjai (Budapest, 1958. október 2. –) magyar színművésznő.

## Életpályája
Budapesten született, négygyermekes család legkisebb gyermekeként. A Központi Sportiskolában (KSI) művészi tornára, szertornára és akrobatikára járt, de tanult zongorázni is. 1973–1977 között a Semmelweis kórus tagja volt és táncolt az Építők Vadrózsa néptáncegyüttesében. Harmadikos gimnazistaként a Kerényi Imre vezette Faktor Színpad foglalkozásait látogatta. A budapesti Móricz Zsigmond Gimnáziumban érettségizett. A Színművészeti Főiskolára elsőre sikeresen felvételizett. Főiskolásként, 1977–1980 között a Vígszínház és a Pesti Színház előadásaiban szerepelt. Erről az időszakról mesélte: 

„Olyan kitűnő produkciókban léphettem ekkor színpadra, mint a Képzelt riport egy amerikai popfesztiválról, a Bűn és bűnhődés, vagy a Harmincéves vagyok. A Pesti Színházban pedig már egész komoly szerepet bíztak rám: egy nap alatt kellett beugranom a megbetegedett Kovács Nóra helyett a Légköbméterbe, Kern András partnereként.”

 1978 nyarán Egerben az Agria Játékokon vendégszerepelt, amikor táviratot kapott és taxit küldtek érte, mindkettőt NDK-tévések küldték. Az Ein offenes Haus című hétrészes produkció egyik főszerepére kerestek „talpraesett, vidám magyar kislányt”. Valaki a németeknek Simorjay Emesét ajánlotta, így azután az NDK-beli tévénézők hamarabb ismerkedhettek meg vele, mint a hazaiak. 1980-ban diplomázott a Színház- és Filmművészeti Főiskolán, operett-musical szakon Kazán István és Versényi Ida osztályában. 1980–1989 között a Budapesti Gyermekszínház (később Arany János Színház) színművésze volt. Az 1980-as években színésztársaival Balogh Bodor Attilával és Gömöri V. Istvánnal megalakították a Kenderkóc együttest. 1989–1991 között a Vidám Színpad tagja volt. 1991–1995 között szabadfoglalkozású színművész volt. 1995–1997 között a Ruttkai Éva Színházban játszott. Vendégművészként fellépett a szekszárdi Német Színházban. Tanítással is foglalkozott, stúdiós növendékeknek szinkrontechnikát oktatott.
Rendszeresen vendégszerepelt a Rock Színházban és a Radnóti Színházban. Szinkronszínészként a népszerű, ismert hangú művészek közé tartozik.

## Magánélete
Férje Márkus György, akitől 2002-ben Gergő nevű fia született. Családjával Noszvajon él.

## Színpadi szerepeiből
- William Shakespeare: Rómeó és Júlia....Júlia
- Molière: Scapin furfangjai....Zerbinette
- Molière: Úrhatnám polgár....Luci
- L. Frank Baum: Óz, a nagy varázsló....Dorka
- Lionel Bart: Oliver....Nancy
- Heltai Jenő: Szépek szépe....Hamupipőke
- Jókai Mór–Böhm György–Korcsmáros György: A kőszívű ember fiai....Liedenwall Edit
- Hubay Miklós: Tüzet viszek....Éva
- Indig Ottó: A torockói menyasszony....Mari
- Leonyid Zorin: Varsói melódia....Vera
- Pierre Barillet – Jean-Pierre Grédy: A kaktusz virága....Antónia
- Praxy: Hölgyeim, elég volt!....Felícia, Odette
- Poliakoff: És Te, szépségem.. Jane
- Coleman – Stewart: Szeretem a feleségem....Cleo
- Alfonso Paso: Ön is lehet gyilkos!....Noémi, Margarita
- Campaux: Csöngettek, Madame....Christiane
- Ray Cooney: Délután a legjobb... Jennifer
- Marc Camoletti: Leszállás Párizsban....Judith
- Billy Wilder – I. A. L. Diamond – Jule Styne: Van aki forrón szereti....Mary Lou; Rosella
- Polgár András: Családi fénykép....Tímár Gabi
- Békés József – Heilig Gábor – Horváth Attila: Császárok....Ildi
- Várkonyi Mátyás – Miklós Tibor: Sztárcsinálók....Bővérű nővérek
- Zágon István – Nóti Károly – Eisemann Mihály: Hyppolit, a lakáj....Mimi; Julcsa
- Csukás István: Ciki, Te boszorkány....macska
- Gyárfás Endre: Dörmögőék űrvendége....Robot Réka
- Képes Géza: Mese a halászlányról....Juli
- Marsall László: Sziporka és a sárkány....Sziporka
- Juhász István: Feri világgá megy....Csilla, bűvész
- Gabnai Katalin: Mindentlátó királylány....Erzsi

## Filmjei

### Játékfilmek
- Kettévált mennyezet (1982)
- Őszidőben
- Az óriás (1984)
- Napló szerelmeimnek (1987)
- Veszélyes kaland
- Hecc
- Az erdő kapitánya (1988)
- A rózsa vére (1998)
- Dr. Jekyll és Hyde (amerikai)

### Tévéfilmek
- Váljunk el
- Ítélet előtt
- Farkasok
- Hol volt, hol nem colt
- Zsákutca
- Hivatásos szűz
- Élni jog (zenés)
- Egységben az erő
- Szarkofág
- Kerek világ
- Moravagien (francia)
- Krőzus opera
- Miből lehet megélni (kabaré)
- Szamárfül
- Szemet szemért
- Ein offenes Haus (NDK-tv)
- Zsebtévé (1977) – Versmondó lány
- Enyhítő körülmény (1980)
- Úri jog (1981)
- Három kövér (1983)
- Császárok (1983)
- Rafinált bűnösök (1985)
- Nyolc évszak 1-8. (1987) – Péterházi Emese
- Szomszédok (1987) – Dr. Nagy Éva
- Törések (1989)
- Barátok közt (2009, 2014, 2018) - Fekete Tünde

## Szinkron

### Sorozatbeli szinkronszerepek
- Dallas: Pamela Barnes Ewing- Victoria Principal (1990-1995) / Margaret Michaels (1996)
- T.J. Hooker: Officer Stacy Sheridan- Heather Locklear (1. magyar változat)
- Melrose Place: Victoria „Taylor” Davis McBride- Lisa Rinna (2. hang)
- Sunset Beach: Bette Katzenkazrahi- Kathleen Noone
- Mentőangyalok: Nurse Mary Jenkins- Tonya Pinkins
- Bor és hatalom: Lídia- Merçè Montalà
- Kórház a pálmák alatt: Anja- Elisabeth Lanz
- Parker Lewis sohasem veszít: Principal Grace Musso- Melanie Chartoff
- Sentinel- az őrszem: Lt. Carolyn Plummer- Kelly Curtis
- Ügyvédek: Rebecca Washington- Lisa Gay Hamilton (2. hang)
- Hupikék törpikék (1981) – Törpörgő, hang
- Titánok (2000) Gwen Williams - Victoria Principal

### Videójátékbeli szinkronszerepek
- Atlantis II (2000)

## Lemezek, kazetta
- Zizi bolygó titka
- Zizi űrbázis jelentkezik
- Csillagszemű robotok
- Ajándék Meseországból (Pink Ananász együttes)

## Díjak, elismerések
- Nívódíj (1987)